# Luca Giuliani

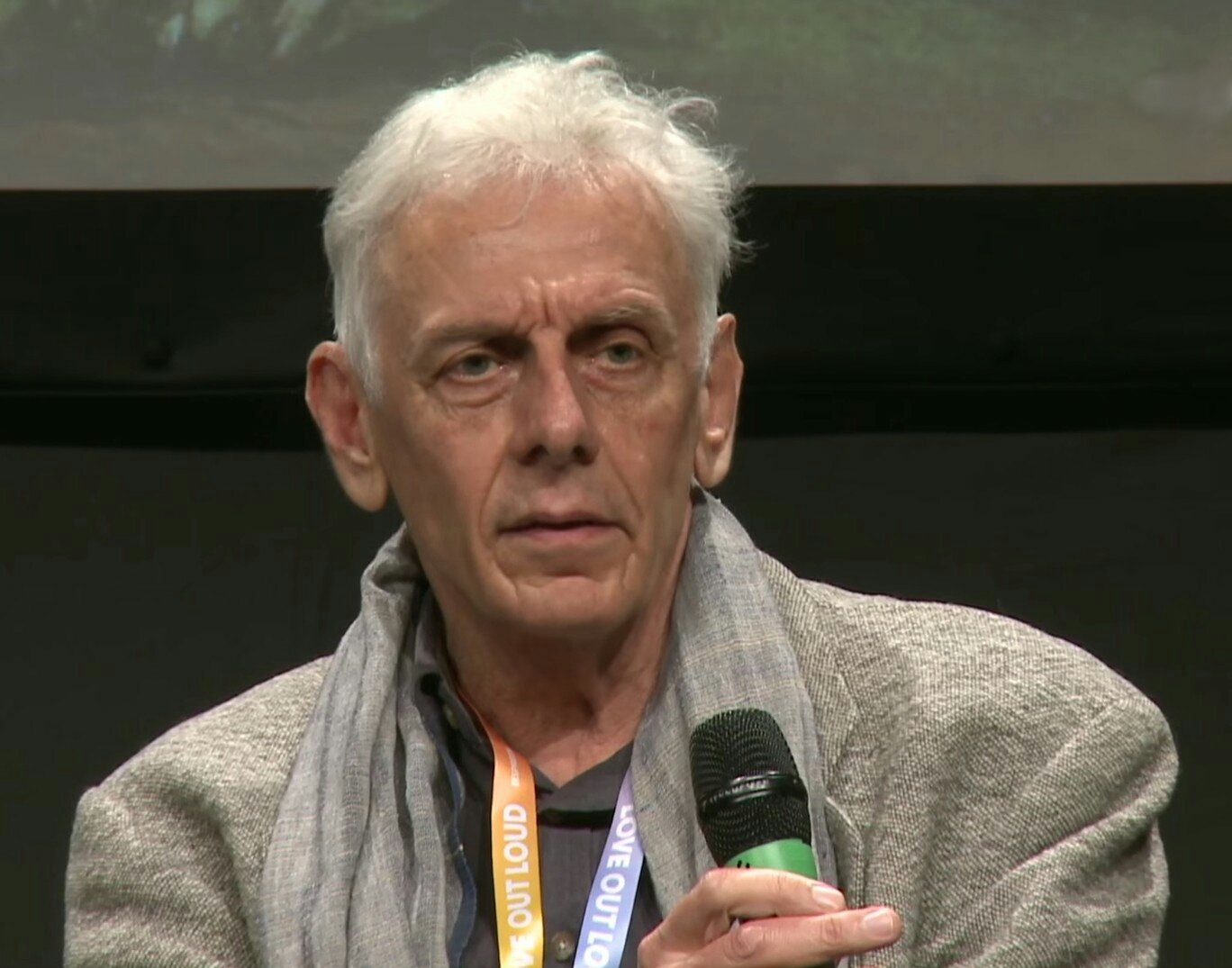
Luca Giuliani (2017)

Luca Giuliani (* 18. April 1950 in Florenz) ist ein deutscher Klassischer Archäologe. Von April 2007 bis August 2018 war er Rektor des Wissenschaftskollegs zu Berlin.
Luca Giuliani studierte von 1969 bis 1975 Klassische Archäologie in Basel und München. Nach der Promotion 1975 bei Karl Schefold an der Universität Basel war er von 1979 bis 1992 zunächst wissenschaftlicher Angestellter, ab 1982 Kustos und später Oberkustos an der Antikensammlung der Staatlichen Museen zu Berlin. 1984 erfolgte die Habilitation am Archäologischen Institut der Universität Heidelberg, 1986 die Umhabilitation an die FU Berlin. Von 1992 bis 1998 war Giuliani Professor für Klassische Archäologie an der Universität Freiburg, 1998 bis 2007 Professor für Klassische Archäologie an der Universität München, dazu seit 2002 Leiter des Museums für Abgüsse Klassischer Bildwerke. Im Jahre 2001 wurde er zum ordentlichen Mitglied der geisteswissenschaftlichen Klasse der Berlin-Brandenburgischen Akademie der Wissenschaften gewählt.
Im Juli 2006 wurde er zum neuen Rektor des Wissenschaftskollegs zu Berlin gewählt. Als Nachfolger des Staatsrechtlers Dieter Grimm trat er sein Amt am 1. April 2007 an, ihm folgte zum 1. September 2018 die Historikerin Barbara Stollberg-Rilinger. Giuliani war bereits zweimal Fellow des Wissenschaftskollegs und seit 2002 dort im wissenschaftlichen Beirat. Daneben war er als Sonderprofessor für Klassische Archäologie an der Humboldt-Universität zu Berlin tätig. Im Jahr 2010 erhielt Giuliani den Sigmund-Freud-Preis für wissenschaftliche Prosa; seit 2011 ist er Mitglied der Gelehrtengesellschaft Leopoldina.
Giuliani lebt in Berlin und Freiburg im Breisgau.

## Schriften
- Die archaischen Metopen von Selinunt. von Zabern, Mainz 1979, ISBN 3-8053-0287-8 (Dissertation).
- Bildnis und Botschaft. Hermeneutische Untersuchungen zur Bildniskunst der römischen Republik. Suhrkamp, Frankfurt am Main 1986, ISBN 3-518-57818-9 (zugleich Habilitationsschrift, Universität Heidelberg 1984).
- Bildervasen aus Apulien (= Bilderhefte der Staatlichen Museen Berlin, Stiftung Preussischer Kulturbesitz. Band 55). Gebr. Mann, Berlin 1988, ISBN 3-7861-1538-9.
- Tragik, Trauer und Trost : Bildervasen für eine apulische Totenfeier. Staatliche Museen zu Berlin – Preußischer Kulturbesitz, Berlin 1995.
- Bilder nach Homer. Vom Nutzen und Nachteil der Lektüre für die Malerei (= Rombach-Wissenschaften. Reihe Quellen zur Kunst. Band 7). Rombach, Freiburg (Breisgau) 1998, ISBN 3-7930-9162-7.
- Weltbilder und Mythenbilder. Zum Aufkommen einer narrativen Ikonographie in der frühen griechischen Kunst (= Eichstätter Universitätsreden. Band 108). Kastner, Wolnzach 2001, ISBN 3-936154-01-5.
- Bild und Mythos. Geschichte der Bilderzählung in der griechischen Kunst. C. H. Beck, München 2003, ISBN 3-406-50999-1 (englische Übersetzung 2013).
- als Herausgeber: Meisterwerke der antiken Kunst. C. H. Beck, München 2005, ISBN 3-406-53094-X (griechische Übersetzung 2014).
- Ein Geschenk für den Kaiser. Das Geheimnis des großen Kameo. In Zusammenarbeit mit Gerhard Schmidt. C. H. Beck, München 2010, ISBN 978-3-406-60054-8.[2]
- Possenspiel mit tragischem Helden. Mechanismen der Komik in antiken Theaterbildern (= Historische Geisteswissenschaften. Band 5). Wallstein, Göttingen 2013, ISBN 978-3-8353-1266-1.
- Das Wunder vor der Schlacht. Ein griechisches Historienbild der frühen Klassik (= Jacob Burckhardt-Gespräche auf Castelen. Band 30). Schwabe, Basel 2015, ISBN 978-3-7965-3460-7.